# Stacionární množina
Stacionární množina je matematický pojem z oblasti teorie množin, konkrétně nekonečné kombinatoriky.

## Definice
Nechť δ je limitní ordinál nespočetné kofinality. Pro δ izolované nemá pojem stacionární množiny dobrý smysl, pro δ spočetné kofinality má tento pojem natolik odlišné vlastnosti, že ho pro snadnější vyjadřování raději vůbec nezavádíme.

### Uzavřená neomezená množina
Řekneme, že množina {\displaystyle \,X\subseteq \delta } je uzavřená neomezená (v δ), jestliže splňuje následující vlastnosti:
- Je kofinální s δ (tj. {\displaystyle \,sup(X)=\delta })
- Je uzavřená v intervalové topologii ordinálu δ (tj. pro {\displaystyle \,A\subseteq X} je {\displaystyle \,sup(A)\in X} nebo {\displaystyle \,sup(A)=\delta })

### Stacionární množina
Řekneme, že množina {\displaystyle \,S\subseteq \delta } je stacionární (v δ), pokud S protíná každou uzavřenou neomezenou množinu (v δ).

## Vlastnosti

### Filtr uzavřených neomezených množin
Uzavřené neomezené množiny (v δ) generují filtr, který je cf(δ)-úplný. Tento filtr se nazývá filtr uzavřených neomezených množin. Stacionární množiny (v δ) jsou právě ty podmnožiny δ, které nejsou prvkem ideálu duálního k filtru uzavřených neomezených množin (v δ).

### Fodorova věta
Fodorova věta dává do souvislosti stacionární množiny a regresivní funkce (Podmnožina X nějakého nespočetného kardinálu je stacionární, právě když každá regresivní funkce na X je konstantní na neomezené množině).